# 嗜铬细胞
嗜铬细胞（英語：或Pheochromocyte），是主要存在于哺乳动物肾上腺髓质中的神经内分泌细胞。这些细胞具有多种功能，例如对压力做出反应、监测体内二氧化碳和氧气浓度、维持呼吸和调节血压。它们与交感神经系统的突触前交感神经节非常接近，它们与之交流，并且在结构上它们与突触后交感神经元相似。为了激活嗜铬细胞，交感神经系统的内脏神经释放乙酰胆碱，然后与肾上腺髓质上的烟碱型乙酰胆碱受体结合。这会导致儿茶酚胺的释放。嗜铬细胞释放儿茶酚胺：约80%的肾上腺素和约20%的去甲肾上腺素进入全身循环，对多个器官产生全身作用（类似于下丘脑的分泌神经元），还可以发送旁分泌信号。因此它们被称为神经内分泌细胞。

## 历史
嗜铬细胞的英语名中的“chromaffin”来自铬（chromium）和亲和力（affinity）的组合。它们之所以如此命名，是因为它们可以通过用铬盐染色来显现。铬盐氧化和聚合儿茶酚胺形成棕色，在分泌去甲肾上腺素的细胞中最为强烈。这个反应被称作“嗜铬反应”，也是此细胞中文名的由来。
肠嗜铬细胞之所以如此命名，是因为它们在组织学上与嗜铬细胞相似（它们在用铬盐处理时也会染成黄色），但它们的功能完全不同，它们不是神经嵴的衍生物。
副神经节是交感神经节附近的嗜铬细胞或球细胞簇。

## 结构
有两种类型的细胞起源于神经嵴并与交感神经系统有关（起源于一种称为交感神经的细胞）：
1)神经母细胞：这些细胞在人类胎儿发育的第4到第5周期间，在脊髓两侧向背主动脉后面的区域迁移，形成两条交感神经节链（交感神经链）。从这些神经节中，突触后的交感神经纤维将出现并向其靶器官延伸。其中一些细胞会迁移到肾上腺髓质，在肾上腺髓质内形成交感神经节细胞（没有突触后交感神经纤维）。由这些细胞产生的肿瘤称为神经母细胞瘤。
2)嗜铬细胞：这些细胞将迁移到与交感神经节相邻的区域（因此称为副神经节）和肾上腺髓质，在那里它们将成为最丰富的细胞类型。哺乳动物中最大的肾上腺外嗜铬细胞簇是Zuckerkandl器官。由这些细胞产生的肿瘤称为副神经节瘤或嗜铬细胞瘤。这些术语可以互换使用，但通常副神经节瘤是指起源于肾上腺外嗜铬细胞的肿瘤，也可以称为肾上腺外嗜铬细胞瘤，而嗜铬细胞瘤通常是指起源于肾上腺内嗜铬细胞的肿瘤。
嗜铬细胞也在迷走神经和颈动脉附近沉淀。在较低浓度下，肾上腺外嗜铬细胞也存在于膀胱壁、前列腺和肝脏后面。
在非哺乳动物中，嗜铬细胞分布在多个地方，一般不作为一个单独的器官组织，可能没有神经支配，仅依靠内分泌或旁分泌信号进行分泌。

## 功能

肾上腺素

去甲肾上腺素

肾上腺髓质的嗜铬细胞受内脏神经支配，并分泌肾上腺素、去甲肾上腺素、一些多巴胺、脑啡肽和含脑啡肽的肽，以及一些其他激素进入血流。分泌的肾上腺素和去甲肾上腺素在交感神经系统反应中发挥重要作用，通常称为战斗或逃跑反应。脑啡肽和含脑啡肽的肽与称为内啡肽的内源性肽（由垂体分泌）相关，但又有所不同；所有这些肽都与阿片受体结合并产生镇痛（和其他）反应。激素由嗜铬颗粒分泌；这就是多巴胺β羟化酶催化多巴胺转化为去甲肾上腺素的地方。存在不同的N和E细胞形式（在英国命名法中也存在Na和A细胞，去甲肾上腺素和肾上腺素）；前者产生去甲肾上腺素，后者通过与糖皮质激素相互作用从N细胞中产生，并将去甲肾上腺素转化为肾上腺素。

## 临床意义
由这些细胞产生的肿瘤是嗜铬细胞瘤（与球细胞的非嗜铬细胞瘤或成副交感神经副神经节瘤形成对比）。有时只有肾上腺起源的肿瘤被称为嗜铬细胞瘤，而另一些则被称为肾上腺外副神经节瘤。

### 心力衰竭
心力衰竭后，身体会增加肾上腺髓质的交感神经活动，作为增加心率和心输出量的代偿机制。这种增加的交感神经活动导致肾上腺嗜铬细胞中儿茶酚胺的合成和分泌长期增加。这种肾上腺素和去甲肾上腺素分泌的长期增加导致嗜铬细胞对儿茶酚胺的脱敏，从而导致其细胞膜上α2肾上腺素能受体的产生和存在减少。α2肾上腺素能受体的这种脱敏和下调是由肾上腺G蛋白偶联受体激酶2（GRK2）的上调引起的，该酶有效地消除了正常的自分泌型负反馈，该负反馈通常会阻止细胞过度产生儿茶酚胺并将其替换为一个正反馈回路，其中增加的分泌进一步引起更多的分泌。GRK2的这种上调也伴随着酪氨酸羟化酶的上调和产量增加，后者催化了儿茶酚胺合成的限速步骤。